# 新界區專線小巴25K線
新界區專線小巴25K線，由仁興運輸營辦，來往大埔墟（懷仁街）及梧桐寨。本路線主要協助疏導九龍巴士64K線。
本線客源除了梧枸寨村及林錦公路沿線村民往返市區（或轉乘東鐵綫）外，每逢假日（尤以農曆新年為甚）有不少人從他區前往到許願樹祈福許願，同時亦有遠足人士到梧桐寨遠足及觀賞瀑布。
值得一提，本路線大埔墟頭車開出時間為0445，是大埔區日間專線小巴路線中頭車最早的。

## 歷史
- 1982年9月10日：運輸署公開招標11組共25條專綫小巴新路線，此線為其中之一。[4]
- 1983年4月7日：25K線投入服務，來往大埔火車站及嘉道理農場，配合九廣鐵路（現港鐵東鐵綫）新大埔墟站啟用停靠柴油客車。
- 約1986年：總站由嘉道理農場遷往梧桐寨，並增設特別班次來往大埔火車站及南華莆。
- 約1989年：增設來往麻布尾（近陳森記士多）與大埔火車站，及來往鍾屋村與大埔火車站的早上特別班次。
- 約1992年：設以下特別班次：
  - 大埔火車站↔南華莆／泰亨，每日行走（即後來的25A線）；
  - 大埔墟↔九龍坑，每日行走（即後來的25B線）；
  - 大埔墟↔梧桐寨，每日行走；
  - 鍾屋村↔大埔墟，每日早上行走；
  - 太和火車站↔梧桐寨，每日黃昏行走。
- 2002年：縮短至大埔墟（懷仁街）。

## 服務時間及班次
常規班次
- 每日大埔墟開：04:45-01:00，5-12分鐘一班
- 每日梧桐寨開：05:00-01:15，5-12分鐘一班
- 每日0500-0700、0900-1800及2020-0100，每20分鐘開出一班繞經梅樹坑路及大埔頭水圍路，其餘班次途經大埔公路大窩段(帝欣苑一帶)。

特別班次
- 鍾屋村起載往大埔墟：星期一至五07:00-09:00，20分鐘一班
- 太和站起載往梧桐寨：星期一至五17:00-19:00，20分鐘一班

上述2個特別班次星期六、日及公眾假期全日不提供服務

## 收費
- 全程收費：$6.3
  - 太和站往大埔墟：$3.5

| - 本線大小同價。 - 65歲或以上長者使用長者或個人八達通（包括「樂悠咭」），合資格殘疾人士（包括12歲以下合資格殘疾兒童）使用「殘疾人士身份」個人八達通，以及60至64歲香港居民使用「樂悠咭」繳付車資，均可享有每程$2.0或全費（以較低者為準）的票價優惠。 - 乘客可以現金或八達通於上車時付款，不設找續。 - 每位成人乘客可免費攜帶最多兩名3歲以下而不佔座位的兒童乘客乘車，超額之3歲以下小童必須繳付車費乘車。 |

## 行車路線
- 往梧桐寨方向，途經：懷仁街、靖遠街、廣福道、安富道、普益街、寶鄉街、寶鄉橋、大埔太和路、汀角路、寶雅路、大埔公路 – 大窩段、大埔頭水圍路、梅樹坑路、大埔公路 – 大窩段、林錦公路交匯處及林錦公路。
- 往大埔墟方向，途經：林錦公路、林錦公路交匯處、大埔公路大窩段、梅樹坑路、大埔頭水圍路、大埔公路大窩段、寶雅路、汀角路、大埔太和路、寶鄉橋、寶鄉街、南盛街、安富道及懷仁街

棕字路段每日07:00前、09:00-18:00及20:20後，每20分鐘一班繞經。

## 相關事件
- 2013年4月18日：下午五時許，一輛行走此路線往梧桐寨方向的豐田Coaster（BC7663）在大埔公路大窩段近梅樹坑路與一輛專綫小巴相撞發生碰撞，4人受傷。[5]

## 外部連結
- 紅巴闖綠巴專區搶客 乘客：當局坐視不理　變相縱容 （页面存档备份，存于），蘋果日報，2009年2月20日
- 小巴薈 （页面存档备份，存于）